# Triteleia lugens
Triteleia lugens är en sparrisväxtart som beskrevs av Edward Lee Greene. Triteleia lugens ingår i släktet Triteleia och familjen sparrisväxter. Inga underarter finns listade i Catalogue of Life.

## Bildgalleri

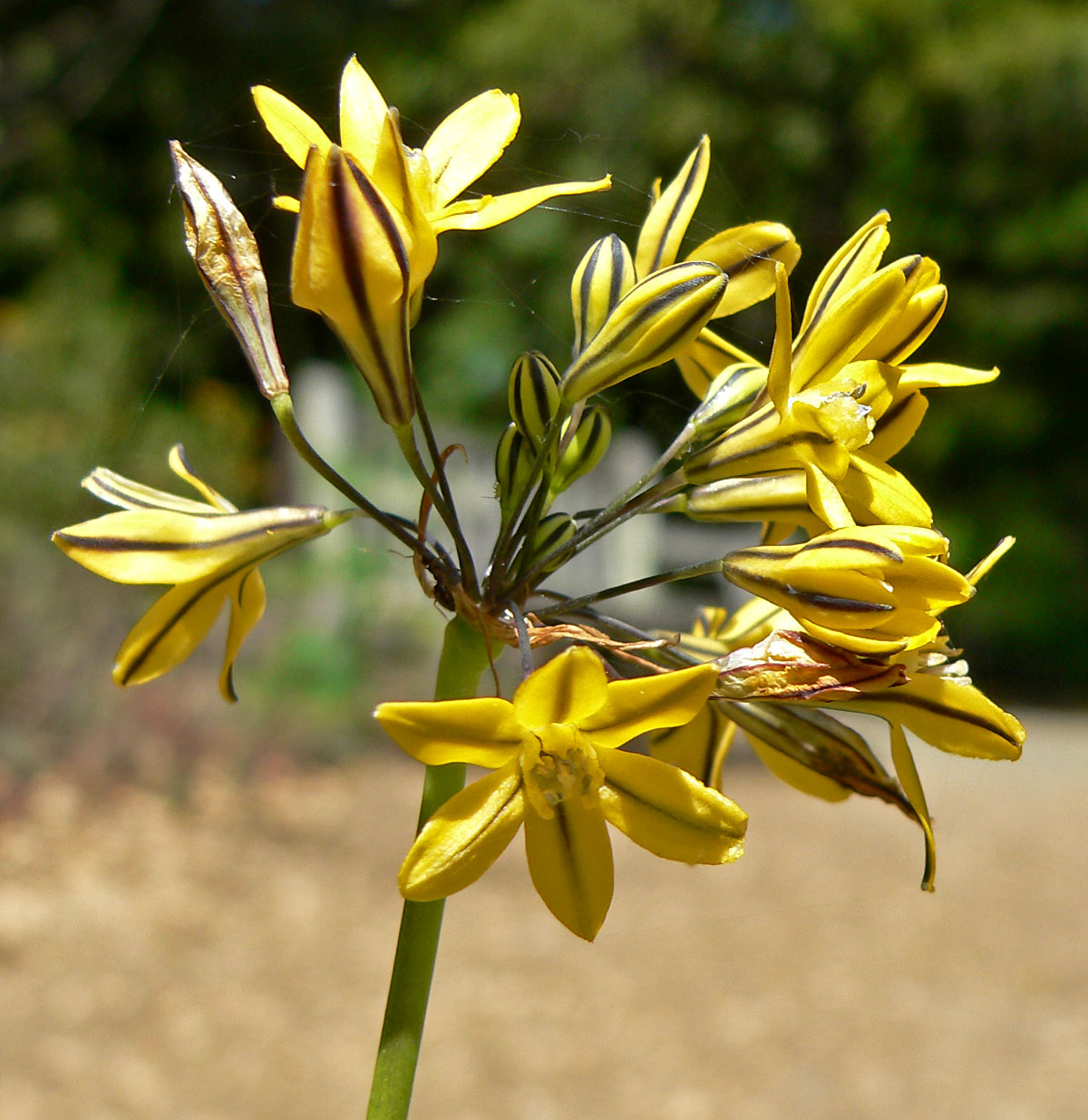
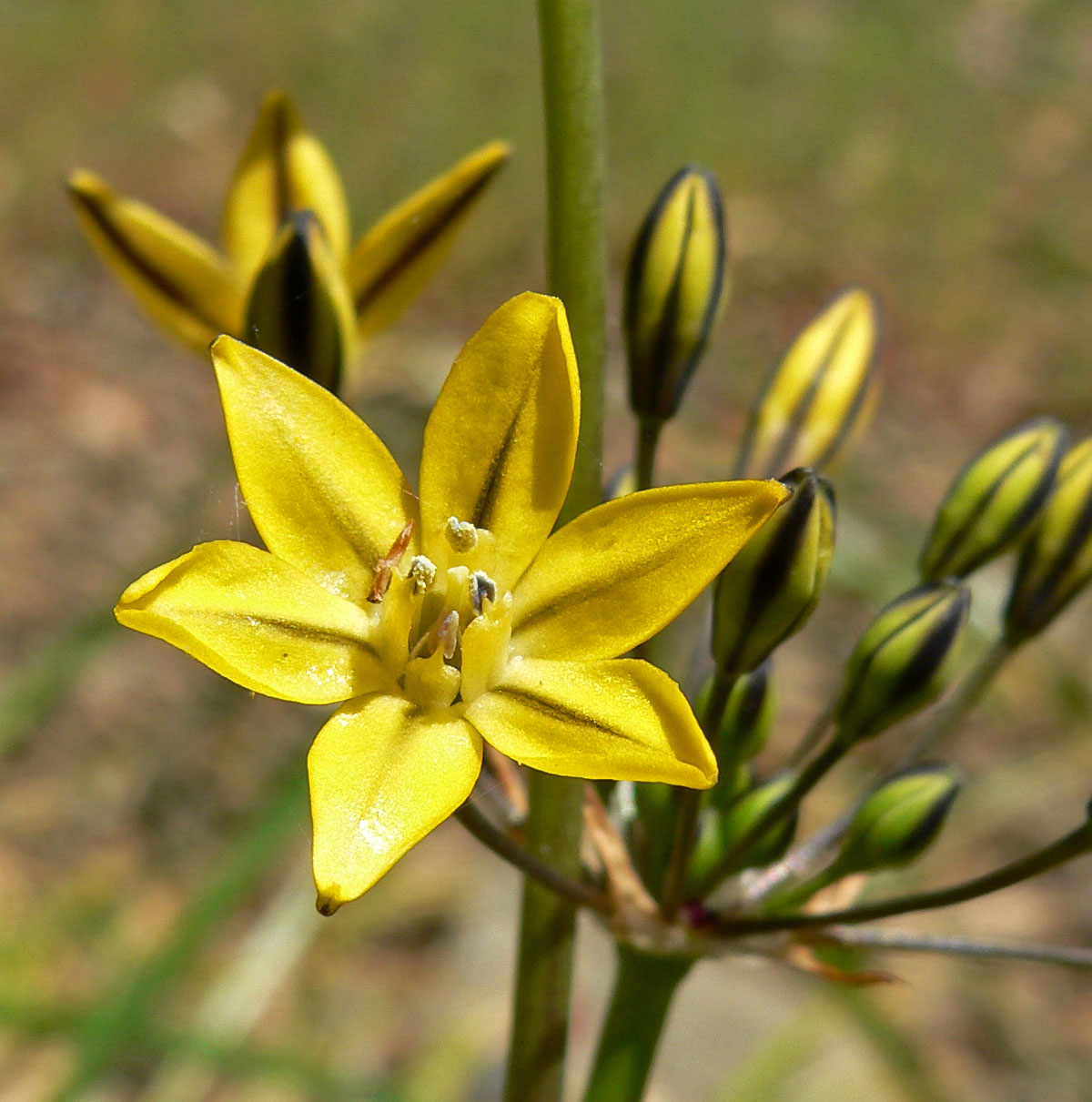
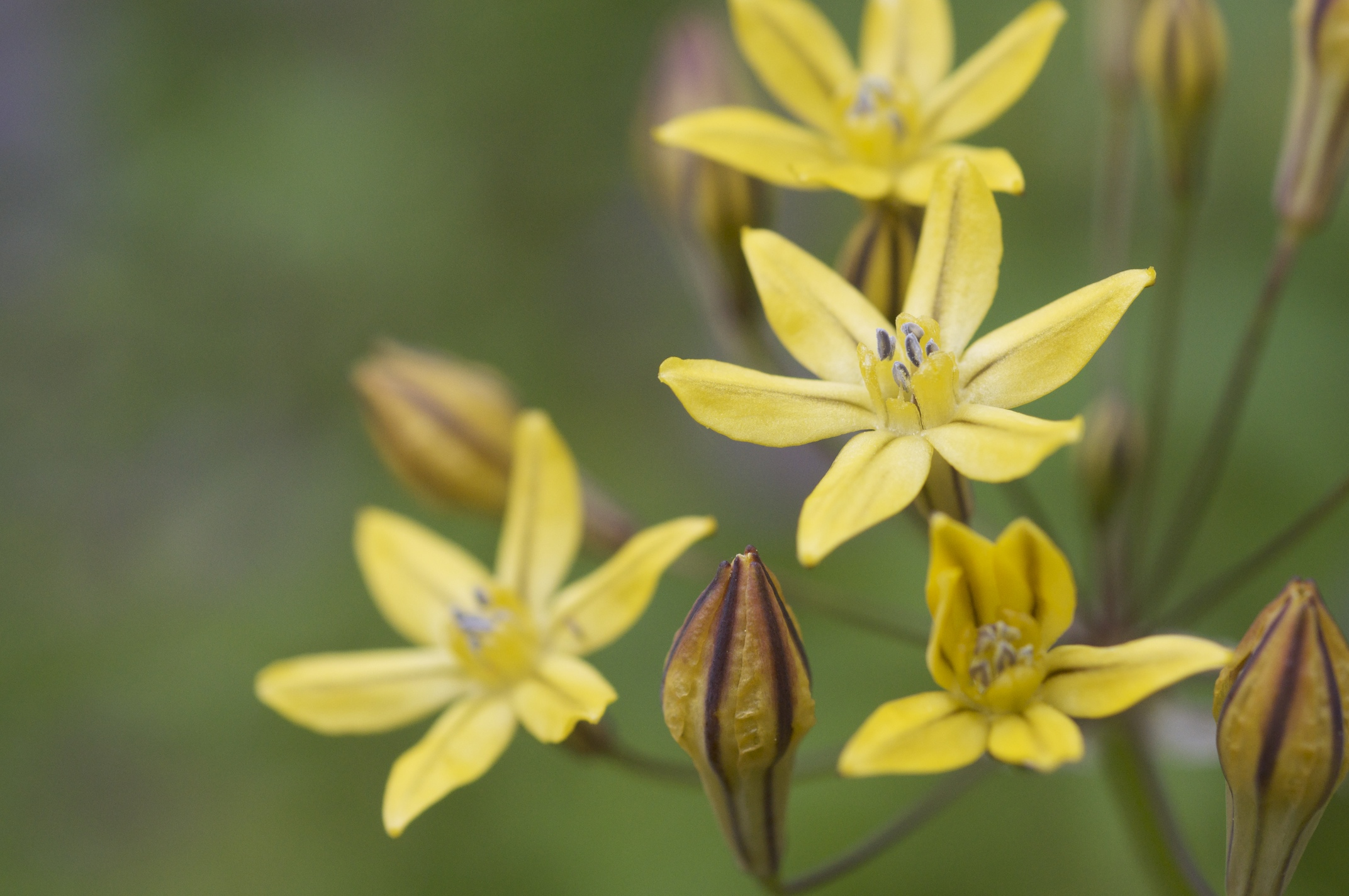